# Isota Kamura
Isota Kamura (嘉村 磯多); 15 décembre 1897 à Niho (aujourd'hui Yamaguchi) dans la préfecture de Yamaguchi - 30 novembre 1933, est un écrivain japonais.

## Biographie
Kamura naît en 1897, fils de Wakamatsu et Suki Kamura, d'une famille enrichie par l'agriculture et la propriété foncière. Après être entré en contact avec le christianisme dans sa jeunesse, il se fait moine bouddhiste de l'école Jōdo-Shinshū. En 1918 il épouse Shizuko Fujimoto. Le mariage est malheureux et se consume avec Chitose Ogawa qu'il a rencontré en 1925 dans une école où il enseigne.
Il écrit des romans autobiographiques et des récits comme Gōku (1928) et Tojō, conçus selon la forme romanesque japonaise du shishōsetsu (« roman 'je' »).

## Source de la traduction
- (de) Cet article est partiellement ou en totalité issu de l’article de Wikipédia en allemand intitulé « Kamura Isota » (voir la liste des auteurs).
- Notices d'autorité :   - VIAF
  - ISNI
  - BnF (données)
  - IdRef
  - LCCN
  - GND
  - Japon
  - CiNii
  - Pays-Bas
  - Israël
  - Corée du Sud
  - WorldCat